# Крушение в Загребе
Крушение в Загребе — крупная железнодорожная катастрофа, произошедшая ночью в пятницу 30 августа 1974 года на центральном вокзале Загреба (Югославия), при этом погибли 153 человека. Крупнейшая железнодорожная катастрофа в истории Югославии и Хорватии.

## Катастрофа

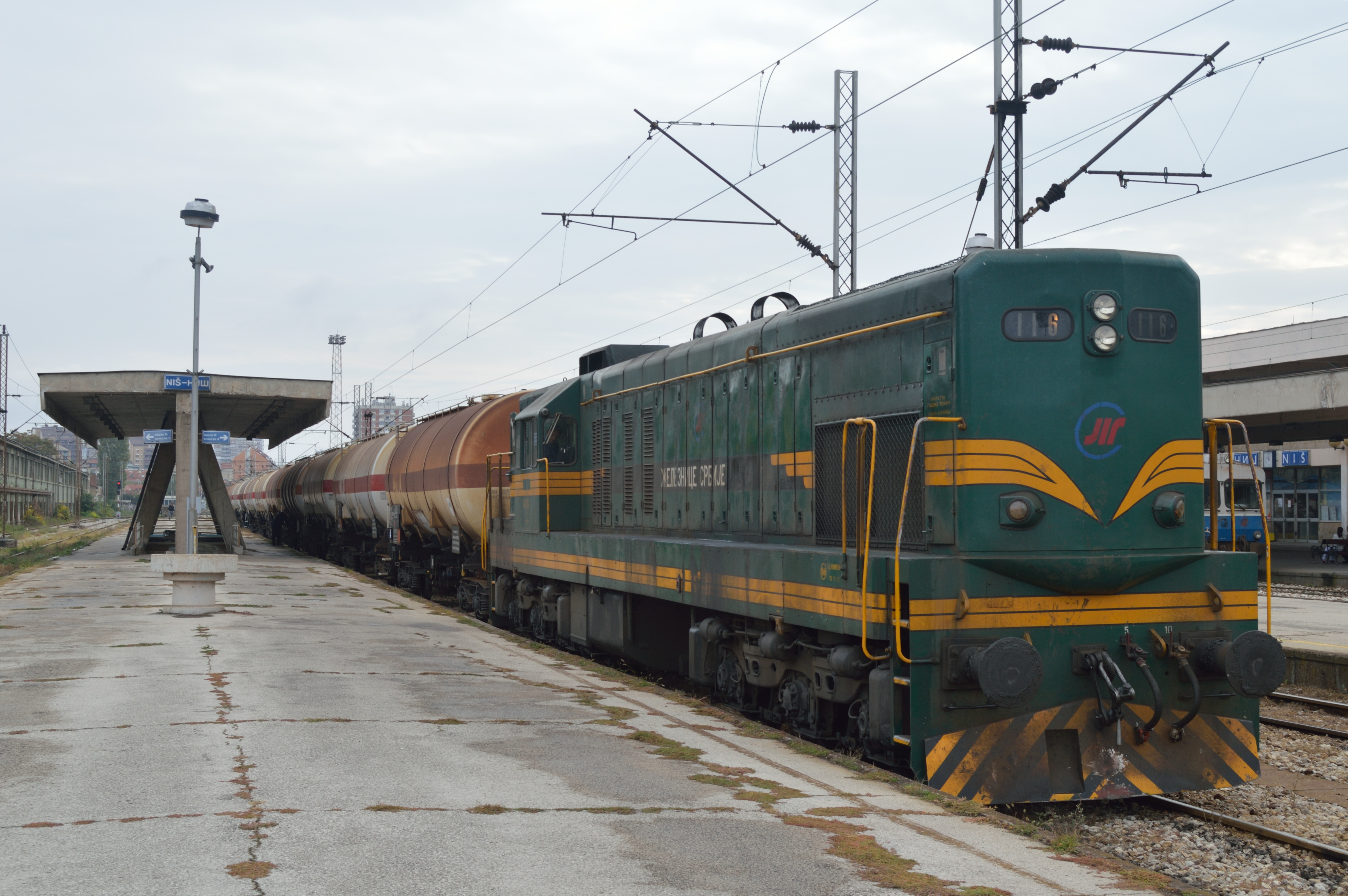
Тепловоз серии 661

Пассажирский экспресс Direkt Orijent (поезд № 10410) следовал по маршруту Афины — Белград — Загреб — Дортмунд, в 19:45 он отправился от станции Винковцы, направившись к Загребу. Вёл его тепловоз № 216 серии 661, известной по прозвищу «Кеннеди» (хорв. Kennedyjevka). Данный тепловоз был выпущен американской фирмой General Motors в 1966 году. Управляли им машинист Никола Кнежевич (хорв. Nikola Knežević) и помощник машиниста Степан Варга (хорв. Stjepan Varga). За тепловозом шли 7 купейных вагонов, а следом 2 общих (плацкартных). Все девять вагонов были немецкой постройки, выпущенные во второй половине 1930-х годов, а в 1950 году прошли капитальный ремонт. Общая длина пассажирского состава составляла 211 метров. В вагонах ехали около 400 пассажиров, преимущественно югославы, возвращающиеся после летнего отдыха на работы в Германию.

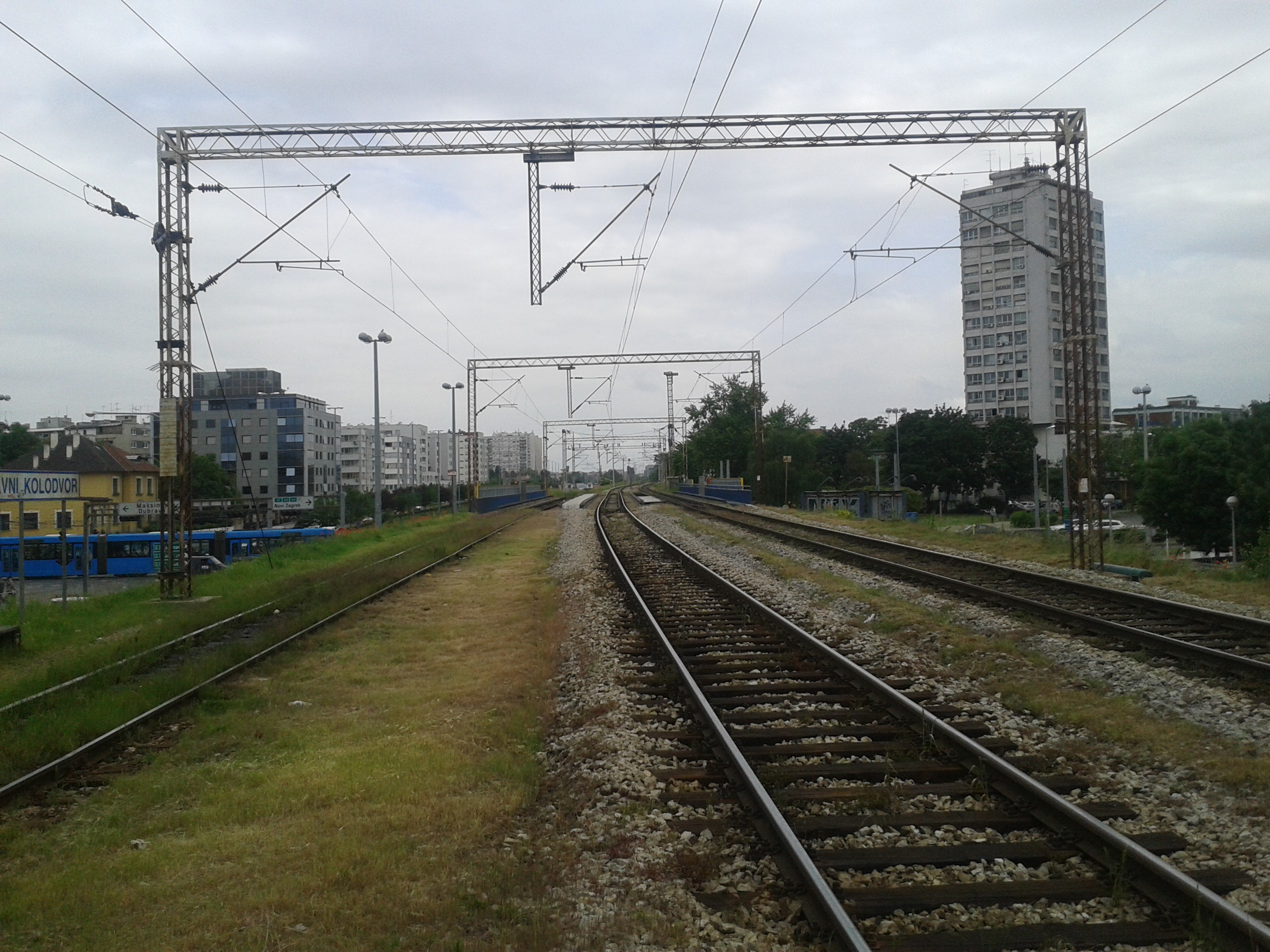
Вид на пути к востоку от вокзала Загреба. Оттуда подошел поезд с огромной скоростью

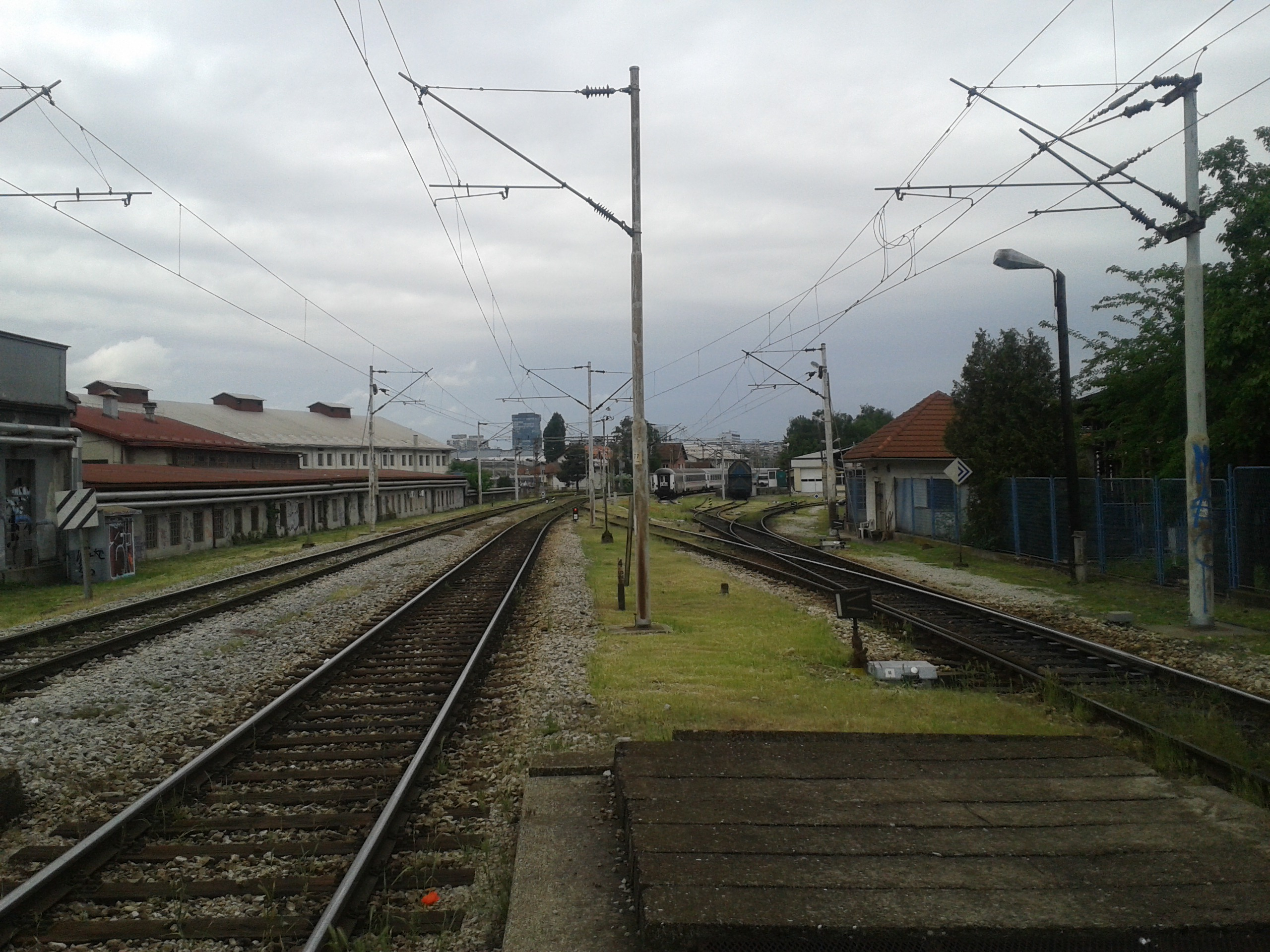
Вид на пути к западу от точки где начинается вокзал Загреба. В данном районе и произошла катастрофа, еще 300 м вперед

Позже выжившие пассажиры рассказывали, что поезд ехал достаточно быстро, опасно наклоняясь на поворотах, а также не останавливался на станциях Велика-Людина и Новоселец. Возможно, что поезд выбивался из расписания, а локомотивная бригада пыталась нагнать опоздание.
Экспресс Direkt Orijent, следуя по второму главному пути, подходил к чётной (восточной) горловине станции Загреб, где ограничение скорости составляло 40 км/ч. Машинист применил тормоза, чтобы замедлить состав, но в 22:33 — 22:40 (в источниках данные разнятся) поезд влетел в одну из кривых перед станцией на скорости 104 км/ч, то есть более чем с двукратным превышением. Не устояв на пути, поезд сошёл с рельсов в 719 метрах от входных стрелок, после чего продолжавшие двигаться по инерции пассажирские вагоны стали врезаться друг в друга, разрушаясь, в результате чего за секунды превратились в груду металлолома.
В результате крушения погибли 153 человека, около 90 были ранены. В некоторых источниках встречаются даже цифры в 167 и более погибших. По числу жертв это крупнейшее железнодорожное происшествие в истории Республики Хорватия, а также всей Югославии.

## Причины
Машинист Никола Кнежевич признался на слушаниях, что, применяя тормоза для снижения скорости при подходе к вокзалу, он почувствовал тормозной эффект, хотя этого оказалось недостаточно для того, чтобы скорость упала до безопасного значения. Проверка записей данных локомотивного скоростемера показала, что на значительной части пути от Винковцы до Загреба поезд следовал с превышением установленной максимальной скорости, а применение тормозов оказалось запоздалым. Как было установлено, локомотивная бригада работала непрерывно 52 часа, то есть более двух суток, и была переутомлена, отчего задремала и не успела применить вовремя тормоза.
Суд приговорил машиниста к 15 годам тюрьмы, а помощника машиниста к 8 годам.

## Последствия
В память по погибшим югославский президент Иосип Броз Тито объявил национальный траур.
41 погибшего не удалось опознать и их похоронили в братской могиле на кладбище Мирогой в Загребе. Впоследствии на могиле был установлен памятник. Локомотив 661-216 был отремонтирован и возвращён в эксплуатацию, при этом получив прозвище Поезд смерти (хорв. Vlaka smrti). Позже этот тепловоз стал одним из экспонатов Хорватского железнодорожного музея.